# Palau dels Papes
El palau dels Papes d'Avinyó és una de les construccions gòtiques de l'edat mitjana més grosses. És fortalesa i palau alhora, fou la residència papal i seu de la cristiandat occidental durant el segle xiv. Al palau d'Avinyó s'hi van celebrar sis conclaves, que van culminar en l'elecció de Benet XII el 1335; Climent VI el 1342; Innocenci VI el 1352; Urbà V el 1362, Gregori XI el 1370, i Benet XIII el 1394.

## Història
Avinyó es va convertir en la residència papal el 1309 quan el gascó Bertrand de Gotha, com a papa Climent V, desitjà evitar al caos violent de Roma després de la seva elecció (1305); en conseqüència va traslladar la Cúria papal a Avinyó. Climent va viure com a convidat al monestir dominicà d'Avinyó i el seu successor, el papa Joan XXII, hi va fer un establiment magnífic, però la reconstrucció del vell palau del bisbat no va començar seriosament fins al papa Benet XII (1334-42) i va continuar amb els seus successors fins al 1364. El lloc escollit va ser un aflorament rocós natural a la vora nord d'Avinyó, per damunt del riu Roine sobre el vell palau episcopal dels bisbes d'Avinyó. L'elecció d'aquest lloc permeté als autors donar alçada al conjunt de manera que resulta més impressionant i es pot veure des de molt lluny. De fet, és visible des del cim de les boques del Roine.
El palau es va construir en dues fases principals amb dos segments distintius, coneguts pel Palais Vieux (palau Antic) de Benet XII i Palais Neuf (palau Nou) de Climent VI. L'edifici va ser enormement car, ja que la construcció consumí gran part dels ingressos papals. El van decorar luxosament artistes de l'època com Simone Martini i Matteo Giovanetti.
El Palau Vell va ser construït per l'arquitecte Pierre Poisson de Miralpeix (en occità Mirapeis i en francès i oficial Mirepoix) per encàrrec del papa Benet XII que va fer arrasar l'anterior palau episcopal i el va substituir per un edifici molt més gran, centrat en un claustre i molt fortificat per a defensar-lo. Les seves quatre ales estan flanquejades per torres altes.
Amb els papes Climent VI, Innocenci VI i Urbà V, l'edifici va anar-se ampliant per a formar el que avui és conegut com el Palais Neuf. Climent VI va encarregar a Jean de Louvres que construís una nova torre i edificis auxiliars, incloent una gran capella de 52 m de llarg, que servia de lloc de celebració d'actes de culte. Altres dues torres es van construir amb Innocenci VI. Urbà V va acabar-ne el pati principal, conegut com la Court d'Honneur, amb ulteriors edificis tancats. L'interior de l'edifici va ser sumptuosament decorat amb frescos, tapissos, pintures, escultures i un sostre de fusta.
Els papes van deixar Avinyó el 1377; retornaren a Roma, però això va provocar un cisma papal, època en la qual els antipapes Climent VII i Benet XIII van mantenir la seu a Avinyó fins a 1408. L'últim va ser empresonat al palau durant deu anys després de ser assetjat dins, el 1398. L'edifici romangué en mans de forces antipapals durant alguns anys. Fou assetjat de nou des de 1410 fins a 1411, però es va retornar a l'autoritat dels llegats papals el 1433.
Encara que el palau va romandre sota control papal juntament amb la ciutat i el comtat de Venaissin durant 350 anys més, es va anar deteriorant gradualment malgrat la restauració de 1516. Quan va esclatar la Revolució francesa el 1789 ja estava en mal estat quan va ser pres i saquejat per les forces revolucionàries. El 1791 va ser l'escenari d'una matança de contrarevolucionaris en què els cossos es van llançar des de la Tour des Latrines al Palais Vieux.

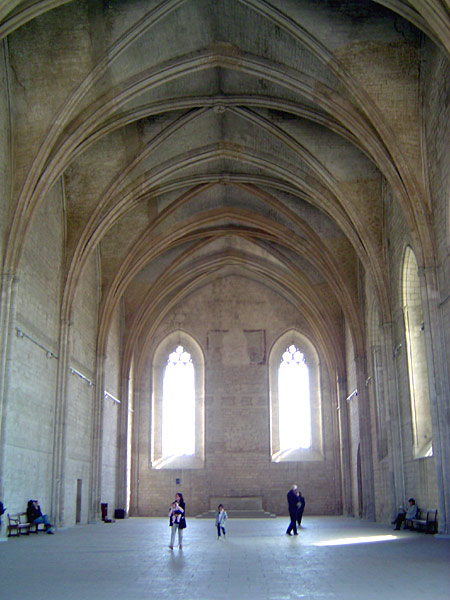
Gran Capella

El palau va ser posteriorment pres per l'estat francès napoleònic, per utilitzar-lo com a barraques militars i presó. Encara que va ser danyat per l'ocupació militar, especialment sota l'anticlerical III República, quan la resta de treballs de fusta interior va ser eliminada per utilitzar-la en l'estructura com a estables, els frescos es van cobrir i es van destruir en gran manera, però, irònicament, això va assegurar que l'estructura de l'edifici sobrevisqués. Només es va buidar el 1906, quan es va convertir en un museu nacional. Des de llavors ha estat en restauració pràcticament constant.

## Descripció
És a la Place du Palais, a l'interior del recinte de les antigues muralles de la ciutat, en les proximitats del Roine. Aquest palau papal és la més grossa de les construccions gòtiques de l'edat mitjana, d'una mida tal que gairebé fa petita a la catedral; calculen que ocupa, en total, 15.164 m². Els murs arriben a més de cinc metres de gruix.
Conté frescos excepcionals pintats des de 1343 per importants tallers vinguts d'arreu d'Europa, dirigits per Matteo Giovanetti, originari de Viterbo. Climent VI va confiar-li la decoració de la Tour de la Garde-Robi (Chambre du Cerf), després les del Palais Vieux: capelles de Sant Marcial i Sant Joan. El 1352, Matteo Giovanetti emprengué la decoració de la Gran Audiència.
Els frescos encara es conserven, els de la capella de Sant Marcial es van restaurar el 2005. Es tracta d'un conjunt excepcional que testimonia l'alta qualitat artística de la primera escola d'Avinyó.
La major part del palau és obert al públic. Alberga un gran centre de convencions (Center International des Congrès) que va ser creat l'any 1976 en el marc monumental del palau dels Papes, que actualment acull un gran nombre de manifestacions.
Ocupa dues ales del monument i està concebut per a congressos, col·loquis i reunions de 10 a 550 persones. Disposa de deu sales d'acollida i de treball. Les grans sales de prestigi del Grand Tinel i de la Gran Audiència, situades en el circuit de visita al monument, s'utilitzen com a complement de les sales de reunió per a l'organització de còctels, sopars de gala o exposicions.
La Cour d'Honneur del palau és, des de 1947, el lloc emblemàtic del Festival d'Avinyó.
Igualment, s'hi troben els arxius del departament de Vaucluse, en una zona del palau propera a la catedral.

## Visita interactiva
El palau ofereix en la seva visita un recurs interactiu en forma de tauleta anomenat Histopad. Aquest dispositiu utilitza tecnologia 3-D i tecnologia de realitat augmentada per complementar la visita presencial amb un recorregut virtual per la història i les diferents sales del palau.
La tauleta conté recreacions històriques de 9 habitacions principals del palau que mostren amb models 3D com era aquest al segle xiv. Les recreacions, desenvolupades per la firma Histovery, van ser creades científicament per un comitè d'experts, entre aquests acadèmics medievals.
El recurs és útil per comprendre millor els objectes exposats i les pintures que encara són visibles a les parets del castell. Incorpora un mapa interactiu i geolocalitzador per orientar-se i guiar la visita. Conté també un minijoc que consisteix en la trobada d'un tresor.